# New York-i Állami Egyetem
A New York-i Állami Egyetem (angolul: State University of New York, rövidítve: SUNY) állami egyetemrendszer New York államban, az Egyesült Államokban. Az ország egyik legnagyobb egyetem-, főiskola és közösségi főiskola-rendszere. John B. King kancellár vezeti, összességében 91 182 személyzettel rendelkezik, amiből 32 496-an oktatók. Költségvetése 13,08 milliárd dollár, 7 660 diplomaprogramot működtet. Legfontosabb egyetemei a Stony Brook Egyetem és a Buffalói Egyetem.
A SUNY adminisztrációs irodái Albany-ben vannak, az állam fővárosában, míg vannak irodái Manhattanben és Washingtonban is. 101,2 km2-es területével (ami nagyobb, mint Esztergom) az egyetemrendszer legnagyobb campusa a SUNY Környezettudományi és Erdőgazdálkodási Főiskola, ami szomszédos a rendszer legnagyobb munkáltatójával, a SUNY Felső-New York-i Orvostudományi Egyetemmel.
A New York-i Állami Egyetemet 1948-ban alapította Thomas E. Dewey kormányzó, az Átmeneti Bizottság az Állami Egyetem Szükségletéről javaslatára. A bizottság elnöke Owen D. Young volt, aki akkor a General Electric igazgatójaként dolgozott. Az egyetemrendszer nagy bővítései Nelson A. Rockefeller kormányzó alatt történtek, aki több intézmény felépítését is elrendelte.
A New York-i Városi Egyetem kivételével a SUNY alá tartozik New York összes államilag támogatott felsőoktatási intézménye.

## Elnökök és kancellárok
| Név                     | Cím                                 | Hivatalban                                                                    |
| ----------------------- | ----------------------------------- | ----------------------------------------------------------------------------- |
| Alvin C. Eurich         | Elnök                               | 1949. január 1. – 1951. augusztus 31.                                         |
| Charles Garside         | Megbízott elnök                     | 1951. szeptember 1. – 1952. március 31.                                       |
| William S. Carlson      | Elnök                               | 1952. április 1. – 1958. szeptember                                           |
| Thomas H. Hamilton      | Elnök                               | 1959. augusztus 1. – 1962. december 31.                                       |
| J. Lawrence Murray      | Acting Chief Administrative Officer | 1963. január 1. – 1964. augusztus 31.                                         |
| Samuel B. Gould         | Elnök, kancellár                    | 1964. szeptember 1. – 1967. január 11. 1967. január 12. – 1970. augusztus 30. |
| Ernest L. Boyer         | Kancellár                           | 1970. szeptember 1. – 1977. március 31.                                       |
| James F. Kelly          | Megbízott kancellár                 | 1977. április 1. – 1978. január 24.                                           |
| Clifton R. Wharton, Jr. | Kancellár                           | 1978. január 25. – 1987. január 31.                                           |
| Jerome B. Komisar       | Megbízott kancellár                 | 1987. február 1. – 1988. július 31.                                           |
| D. Bruce Johnstone      | Kancellár                           | 1988. augusztus 1. – 1994. február 28.                                        |
| Joseph C. Burke         | Megbízott kancellár                 | 1994. március 1. – 1994. november 30.                                         |
| Thomas A. Bartlett      | Kancellár                           | 1994. december 1. – 1996. június 30.                                          |
| John W. Ryan            | Megbízott kancellár, kancellár      | 1996. július 1. – 1997. április 20. 1997. április 21. – 1999. december 31.    |
| Robert L. King          | Kancellár                           | 2000. január 1. – 2005. május 31.                                             |
| John R. Ryan            | Megbízott kancellár, kancellár      | 2005. június 1. – 2005. december 19. 2005. december 20. – 2007. május 31.     |
| John B. Clark           | Megbízott kancellár                 | 2007. június 1. – 2008. december                                              |
| John J. O’Connor        | Vezető                              | 2008. december 22. – 2009. május 31.                                          |
| Nancy L. Zimpher        | Kancellár                           | 2009. június 1. – 2017. szeptember 4.                                         |
| Kristina M. Johnson     | Kancellár                           | 2017. szeptember 5. – 2020. augusztus 31.                                     |
| Jim Malatras            | Kancellár                           | 2020. augusztus 31. – 2022. január 14.                                        |
| Deborah F. Stanley      | Megbízott kancellár                 | 2022. január 15. – napjainkig                                                 |

## Campusok

### Doktorátust adó intézmények

#### Egyetemközpontok
| - Buffalói Egyetem (zászlóshajó) - Stony Brook Egyetem (zászlóshajó) | - Binghamtoni Egyetem - Albany Egyetem |

#### Szakosított egyetemek
| - Felső-New York-i Orvostudományi Egyetem - Alsó-New York-i Orvostudományi Központ - Környezettudományi és Erdőgazdálkodási Főiskola - Optometriai Főiskola - Műszaki Intézmény - Egy főiskola az Alfred Egyetemen: - New York-i Állami Kerámiai Főiskola | - Négy főiskola a Cornell Egyetemen: - Mezőgazdasági és Élettudományi Főiskola (CALS) (aminek a része New York-i Állami Mezőgazdasági Kísérletező Állomás, Genevában) - Humánökológiai Főiskola (HumEc) - Állatgyógyászati Főiskola - Ipar-, és Munkakapcsolatok Iskolája (ILR School) |

### Egyetemi főiskolák
| - Buffalói Állami Egyetem - Empire State Főiskola - Purchase-i Főiskola - SUNY Geneseo - SUNY New Paltz - SUNY Oswego - SUNY Potsdam | - SUNY Cortland - SUNY Oneonta - SUNY Fredonia - SUNY Plattsburgh - SUNY Brockport - Old Westbury-i Főiskola |

### Technológiai főiskolák
| - Alfredi Állami Főiskola - Farmingdale-i Állami Főiskola - SUNY Morrisville - SUNY Canton | - SUNY Cobleskill - SUNY Delhi - SUNY Vízi közlekedési Főiskola |

### Közösségi főiskolák
| - SUNY Adirondack - SUNY Broome-i Közösségi Főiskola - Cayugai Közösségi Főiskola - Clinton Közösségi Főiskola - Columbia-Greene Közösségi Főiskola - Corningi Közösségi Főiskola - Dutchess Közösségi Főiskola - SUNY Erie-i Közösségi Főiskola - Fashion Institute of Technology - Finger Lakes-i Közösségi Főiskola - Fulton-Montgomery Közösségi Főiskola - Genesee-i Közösségi Főiskola - Herkimer megyei Közösségi Főiskola - Hudson Valley-i Közösségi Főiskola - Jamestowni Közösségi Főiskola | - Jeffersoni Közösségi Főiskola - Mohawk Valley-i Közösségi Főiskola - Monroe-i Közösségi Főiskola - Nassaui Közösségi Főiskola - Niagara megyei Közösségi Főiskola - North megyei Közösségi Főiskola - Onondagai Közösségi Főiskola - Orange megyei Közösségi Főiskola - Rocklandi Közösségi Főiskola - SUNY Schenectady - Suffolk megyei Közösségi Főiskola - Sullivan megyei Közösségi Főiskola - Tompkins megyei Közösségi Főiskola (TC3) - Ulster megyei Közösségi Főiskola - Westchesteri Közösségi Főiskola |

## Költségvetés
| Iskola         | NSF-rang | Költségvetés (USD) |
| -------------- | -------- | ------------------ |
| Buffalo        | 56       | $387 863 000       |
| Stony Brook    | 97       | $225 712 000       |
| Albany         | 134      | $137 759 000       |
| Binghamton     | 161      | $76 005 000        |
| Felső-New York | 211      | $39 354 000        |
| Alsó-New York  | 222      | $34 286 000        |
| ESF            | 259      | $21 239 000        |
| Optometry      | 428      | $3 637 000         |
| Farmingdale    | 441      | $3 213 000         |
| Buffalo State  | 515      | $2 106 000         |
| Purchase       | 567      | $1 433 000         |
| Brockport      | 577      | $1 321 000         |
| Geneseo        | 592      | $1 201 000         |
| Cobleskill     | 625      | $908 000           |
| Cortland       | 629      | $819 000           |
| Oswego         | 632      | $725 000           |